# Laisse béton (album)
Pour les articles homonymes, voir Laisse béton.
Albums de Renaud
Amoureux de Paname
(1975) Ma gonzesse
(1979)
Singles
1. Laisse béton / Je suis une bande de jeunes
2. Adieu minette / La Chanson du loubard
3. La Boum / Le Blues de la Porte d'Orléans

Laisse béton, appelé parfois Place de ma mob, est le second album studio de Renaud, sorti en octobre 1977, sous le label Polydor. En réalité, l'album n'a pas de titre, mais l'inscription « Place de ma mob » s'inscrit sur le décor de la couverture et Laisse béton est le titre de la première chanson.

## Pochette
La pochette de l'album montre Renaud sur une mobylette garée devant un mur portant l'inscription « place de ma mob ». La photographie a été prise par David Séchan — frère de Renaud — au 18 avenue du Maine, dans le 15e arrondissement de Paris.

## Liste des titres
Toutes les chansons sont écrites et composées par Renaud Séchan sauf indiqué.
| 1.    | Laisse béton                                               | 2:32 |
| 2.    | Le Blues de la Porte d'Orléans                             | 3:12 |
| 3.    | La Chanson du loubard (paroles de Muriel Huster)           | 2:35 |
| 4.    | Je suis une bande de jeunes (musique de François Bernheim) | 3:04 |
| 5.    | Adieu minette                                              | 3:52 |
| 6.    | Les Charognards                                            | 4:21 |
| 7.    | Jojo le démago                                             | 2:29 |
| 8.    | Buffalo débile                                             | 2:22 |
| 9.    | La Boum                                                    | 3:00 |
| 10.   | Germaine                                                   | 3:16 |
| 11.   | Mélusine                                                   | 1:38 |
| 12.   | La Bande à Lucien                                          | 2:56 |
| 34:54 |                                                            |      |

## Crédits
- Alain Ledouarin : guitare et direction musicale
- Alain Labacci : guitare et banjo
- Patrice Caratini : contrebasse et direction musicale
- Joss Baselli : accordéon et bandonéon
- Christian Lété : batterie, percussions
- Jean-Jacques Milteau : harmonica
- Photos : David Séchan

## Les Charognards
La chanson Les Charognards, est écrite après le braquage avec prise d'otages d'une banque du Crédit lyonnais située avenue Bosquet le 5 décembre 1975. En repartant avec leur butin, les braqueurs ont un accident de voiture à l'angle de la rue François-Ier et de la rue Pierre-Charron. Arrivés sur place, les policiers tuent l'un d'eux par balles, blessent grièvement l'autre, tandis qu'un troisième parvient à s'échapper, sous les regards des badauds présents à ce moment dans la rue. Certains de ces derniers, selon Renaud qui a également assisté à la scène, en profitent pour déclarer leur « admiration pour ces braves policiers » et leur « haine de l'Arabe » (l'ethnie des braqueurs), ce qui inspira Renaud dans l'écriture de la chanson,.